# Romanów (gmina Kowala)
Romanów – wieś w Polsce, położona w województwie mazowieckim, w powiecie radomskim, w gminie Kowala. Ma status sołectwa.
| SIMC    | Nazwa    | Rodzaj                 |
| ------- | -------- | ---------------------- |
| 0627259 | Podgórze | część wsi              |
| 0627242 | Stawki   | przysiółek, do 2024 r. |

W latach 1975–1998 miejscowość należała administracyjnie do województwa radomskiego.
Wierni Kościoła rzymskokatolickiego należą do parafii  św. Wojciecha w Kowali, a wierni Kościoła Starokatolickiego Mariawitów do parafii Przemienienia Pańskiego w Wierzbicy.